# Lijst van voetbalinterlands Montenegro - Turkije
Deze lijst van voetbalinterlands is een overzicht van alle officiële voetbalwedstrijden tussen de nationale teams van Montenegro en Turkije.  De landen hebben tot op heden zes keer tegen elkaar gespeeld. De eerste ontmoeting, een vriendschappelijke wedstrijd, werd gespeeld in Antalya op 29 mei 2016. Voor het Turks voetbalelftal was dit een oefenduel in de aanloop naar het Europees kampioenschap voetbal 2016 in Frankrijk. Het laatste duel, een groepswedstrijd tijdens de UEFA Nations League 2024/25, vond plaats op 19 november 2024 in Nikšić.

## Wedstrijden
| № | Plaats    | Datum            | Competitie                  | Wedstrijd            | Uitslag |
| - | --------- | ---------------- | --------------------------- | -------------------- | ------- |
| 1 | Antalya   | 29 mei 2016      | Vriendschappelijk           | Turkije − Montenegro | 1 − 0   |
| 2 | Podgorica | 27 maart 2018    | Vriendschappelijk           | Montenegro − Turkije | 2 − 2   |
| 3 | Istanboel | 1 september 2021 | WK 2022 kwalificatie        | Turkije – Montenegro | 2 − 2   |
| 4 | Podgorica | 16 november 2021 | WK 2022 kwalificatie        | Montenegro − Turkije | 1 − 2   |
| 5 | Samsun    | 11 oktober 2024  | UEFA Nations League 2024/25 | Turkije − Montenegro | 1 − 0   |
| 6 | Nikšić    | 19 november 2024 | UEFA Nations League 2024/25 | Montenegro − Turkije | 3 − 1   |

## Samenvatting
| Competitie          | Totaal gespeeld | Winst Montenegro | Gelijk | Winst Turkije | Doelsaldo Montenegro – Turkije |
| ------------------- | --------------- | ---------------- | ------ | ------------- | ------------------------------ |
| WK-kwalificatie     | 2               | 0                | 1      | 1             | 3 − 4                          |
| UEFA Nations League | 2               | 1                | 0      | 1             | 3 − 2                          |
| Vriendschappelijk   | 2               | 0                | 1      | 1             | 2 − 3                          |
| Totaal              | 6               | 1                | 2      | 3             | 8 − 9                          |

## Details

### Eerste ontmoeting
| Vriendschappelijk (Antalya, Turkije, 29 mei 2016): |              | |
| Turkije | 1 – 0        | Montenegro |
| Mehmet Topal 90+4' | goals        | |
| Fatih Terim | bondscoach   | Ljubiša Tumbaković |
| Volkan Babacan Caner Erkin 72' Şener Özbayraklı Ahmet Çalık Arda Turan Mehmet Topal Volkan Şen 46' Oğuzhan Özyakup 58' Ozan Tufan 83' Hakan Çalhanoğlu 58' Cenk Tosun 70'  | opstellingen | Vukašin Poleksić 78' Marko Vešović Žarko Tomašević 22' Marko Simić Aleksandar Šofranac Filip Stojković 12' Mladen Kašćelan Nikola Vukčević Fatos Bećiraj 64' Stefan Mugoša 75' Vladimir Jovović |
| Emre Mor 46' Nuri Şahin 58' Burak Yılmaz 58' Yunus Mallı 70' İsmail Köybaşı 72' Alper Potuk 83'                                                                            | wissels      | 12' 83' Aleksandar Šćekić 22' Nemanja Mijušković 64' Marko Janković 75' Emrah Klimenta 78' Elsad Zverotić 83' Nebojša Kosović                                                                   |
| | gele kaarten | 27' Fatos Bećiraj |
| - Debuut van Emre Mor (FC Nordsjælland) voor Turkije. - Debuut van Nemanja Mijušković, Filip Stojković, Nebojša Kosović, Marko Janković en Emrah Klimenta voor Montenegro. |              | |

FSCG · A-internationals · Bondscoaches · Statistieken · Montenegrijns vrouwenelftal · Montenegro U21 · Montenegro U20 · Montenegro U19 · Montenegro U17 · Servië en Montenegro U19 · Servië en Montenegro U17
2003 – 2006** · 
2007 – 2009 · 
2010 – 2019 ·
2020 − 2029
EK 2008 · 
EK 2012 · 
EK 2016
WK 2006** · 
WK 2010 · 
WK 2014 · 
WK 2018
OS 2004** · 
OS 2008 · 
OS 2012 · 
OS 2016
2007 · 
2008 · 
2009 · 
2010 · 
2011 · 
2012 · 
2013 · 
2014 · 
2015 · 
2016 · 
2017 ·
2018 ·
2019 ·
2020 ·
2021 ·
2022 ·
2023
Albanië ·
Armenië ·
Azerbeidzjan ·
België · 
Bosnië en Herzegovina ·
Bulgarije ·
Colombia ·
Cyprus ·
Denemarken · 
Engeland ·
Estland ·
Finland ·
Georgië ·
Ghana ·
Gibraltar ·
Griekenland ·
Hongarije ·
Ierland ·
IJsland ·
Iran · 
Israël ·
Italië ·
Japan ·
Kazachstan ·
Kosovo ·
Letland ·
Libanon ·
Liechtenstein ·
Litouwen ·
Luxemburg ·
Moldavië ·
Nederland ·
Noord-Ierland ·
Noord-Macedonië ·
Noorwegen ·
Oekraïne ·
Oezbekistan ·
Oostenrijk ·
Polen ·
Roemenië ·
Rusland · 
San Marino ·
Servië ·
Slovenië ·
Slowakije ·
Tsjechië ·
Turkije ·
Wales ·
Wit-Rusland ·
Zweden ·
Zwitserland
Argentinië (2006) · 
Ivoorkust (2006) · 
Nederland (2006)
** - Onder de naam Servië en Montenegro
TFF · A-internationals · Selecties · Bondscoaches · Turks vrouwenelftal · Olympisch elftal · Turkije U21 · Turkije U20 · Turkije U19 · Turkije U18 · Turkije U17 · Turkije U16
1923 – 1929 · 
1930 – 1939 · 
1940 – 1949 · 
1950 – 1959 · 
1960 – 1969 · 
1970 – 1979 · 
1980 – 1989 · 
1990 – 1999 · 
2000 – 2009 · 
2010 – 2019 ·
2020 − 2029
EK 1996 · 
EK 2000 · 
EK 2008 · 
EK 2016 ·
EK 2020 ·
EK 2024 · WK 1954 · WK 2002 · OS 1924 · 
OS 1928 · 
OS 1936 · 
OS 1948 · 
OS 1952 · 
OS 1960
1923 · 
1924 · 
1925 · 
1926 · 
1927 · 
1928 · 
1929 · 1930 · 
1931 · 
1932 · 
1933 · 1934 · 1935 · 
1936 · 
1937 · 
1938 · 1939 · 1940 · 1941 · 1942 · 1943 · 1944 · 1945 · 1946 · 1947 · 
1948 · 
1949 · 
1950 · 
1952 · 
1952 · 
1953 · 
1954 · 
1955 · 
1956 · 
1957 · 
1958 · 
1959 · 
1960 · 
1961 · 
1962 · 
1963 · 
1964 · 
1965 · 
1966 · 
1967 · 
1968 · 
1969 · 
1970 · 
1971 · 
1972 · 
1973 · 
1974 · 
1975 · 
1976 · 
1977 · 
1978 · 
1979 · 
1980 · 
1981 · 
1982 · 
1983 · 
1984 · 
1985 · 
1986 · 
1987 · 
1988 · 
1989 · 
1990 · 
1991 · 
1992 · 
1993 · 
1994 · 
1995 · 
1996 · 
1997 · 
1998 · 
1999 · 
2000 · 
2001 · 
2002 · 
2003 · 
2004 · 
2005 · 
2006 · 
2007 · 
2008 · 
2009 · 
2010 · 
2011 · 
2012 · 
2013 · 
2014 · 
2015 ·
2016 ·
2017 ·
2018 ·
2019 ·
2020 ·
2021 ·
2022 ·
2023 ·
2024
Albanië ·
Algerije ·
Andorra ·
Angola ·
Armenië ·
Australië ·
Azerbeidzjan ·
België ·
Bosnië en Herzegovina ·
Brazilië ·
Bulgarije ·
Canada ·
Chili ·
China ·
Colombia ·
Costa Rica ·
DDR ·
Denemarken ·
Duitsland ·
Ecuador ·
Egypte ·
Engeland ·
Estland ·
Ethiopië ·
Faeröer ·
Finland ·
Frankrijk ·
Georgië ·
Ghana ·
Gibraltar ·
Griekenland ·
Guinee ·
Honduras ·
Hongarije ·
Ierland ·
IJsland ·
Irak ·
Iran ·
Israël ·
Italië ·
Ivoorkust ·
Japan ·
Joegoslavië ·
Kameroen ·
Kazachstan ·
Kosovo ·
Kroatië ·
Letland ·
Libanon ·
Libië ·
Liechtenstein ·
Litouwen ·
Luxemburg ·
Maleisië ·
Malta ·
Moldavië ·
Montenegro · 
Nederland ·
Nieuw-Zeeland ·
Noord-Ierland ·
Noord-Macedonië ·
Noorwegen ·
Oekraïne ·
Oezbekistan ·
Oostenrijk ·
Pakistan ·
Paraguay ·
Polen ·
Portugal ·
Qatar · 
Roemenië ·
Rusland ·
San Marino ·
Saoedi-Arabië ·
Schotland ·
Senegal ·
Servië ·
Slovenië · 
Slowakije ·
Sovjet-Unie ·
Spanje ·
Syrië ·
Tsjechië ·
Tsjecho-Slowakije ·
Tunesië ·
Uruguay ·
Verenigde Staten ·
Wales ·
Wit-Rusland ·
Zuid-Afrika ·
Zuid-Korea ·
Zweden ·
Zwitserland
Brazilië (2002, 1) · 
Costa Rica (2002) · 
Duitsland (2008) · 
Italië (2021) · 
Kroatië (2008) · 
Kroatië (2016) · 
Portugal (2008) · 
Spanje (2016) · 
Tsjechië (2008) · 
Wales (2021) · 
Zwitserland (2008) · 
Zwitserland (2021)